# Попелюв (Опольське воєводство)
Попелюв (пол. Popielów, нім. Alt Poppelau) — село в Польщі, у гміні Попелюв Опольського повіту Опольського воєводства.
Населення — 2106 осіб (2011).

## Демографія
Демографічна структура станом на 31 березня 2011 року:
|          | Загалом | Допрацездатний вік | Працездатний вік | Постпрацездатний вік |
| -------- | ------- | ------------------ | ---------------- | -------------------- |
| Чоловіки | 1004    | 176                | 689              | 139                  |
| Жінки    | 1102    | 152                | 681              | 269                  |
| Разом    | 2106    | 328                | 1370             | 408                  |